# Pierre Agostini
Pierre Agostini, né le 23 juillet 1941 à Tunis, est un physicien français. Il est colauréat du prix Nobel de physique 2023 pour ses contributions à la science attoseconde, aux côtés de Ferenc Krausz et d'Anne L'Huillier.

## Carrière
Élève du Prytanée de La Flèche de 1957 à 1959 où il obtient son baccalauréat, il entre ensuite à l'université d'Aix-Marseille, où après l'obtention d'une licence et d'un DEA de physique, il soutient son doctorat le 5 mai 1967 sur le sujet : « Appareillage permettant la réalisation de filtres multi-diélectriques UV. Études des couches Sb2O3. Cryolithe. ». Il rejoint le Commissariat à l'énergie atomique (CEA) à Saclay en 1967, où il reste jusqu'à son départ en retraite en 2002,,, tout en restant conseiller scientifique de l'organisme jusqu'en 2004.
Pendant cette période, il occupe aussi des positions de chercheur invité à l'université de Californie du Sud, à la Fondation pour la recherche fondamentale sur la matière d'Amsterdam et au Laboratoire national de Brookhaven, entre autres.
En 2005, il a souhaité poursuivre une activité scientifique comme professeur de physique à l'université d'État de l'Ohio.
Il est colauréat du prix Nobel de physique 2023 pour ses contributions à la science attoseconde, aux côtés de Ferenc Krausz et d'Anne L'Huillier,,Anne L'Huillier et Pierre Agostini, étaient tous deux chercheurs au CEA où la première a découvert en 1986 la possibilité de générer des impulsions laser ultra-courtes, par un mécanisme qui n'a été bien identifié qu'en 1996. En 2001, Pierre Agostini (CEA/SPAM) a démontré comment mesurer des durées d'impulsions laser attosecondes (10-18 s).
Pierre Agostini a publié en 1979 les premières observations expérimentales d'ionisation de gaz sous fort champ infrarouge. À partir de 1994, les travaux de son équipe sur ‘l’ionisation assistée par laser’, en collaboration avec Harm Geert Muller de l’Institut AMOLF à Amsterdam sur la plateforme laser du LOA (Laboratoire d’Optique Appliquée de l’ENSTA à Palaiseau) ont posé les jalons de la méthode RABBIT qui permet de mesurer la durée d'une impulsion attoseconde. La méthode, initialement proposée par une équipe de théoriciens, consiste à analyser par spectroscopie électronique les photo-électrons résultant de l'interaction sur des atomes d'argon, d'un mélange entre les harmoniques et une fraction du faisceau initial infrarouge. Les interférences entre les différentes voies d'ionisation permettent d'avoir accès à la phase relative des différentes harmoniques, ce qui permet de remonter, connaissant l'intensité, la fréquence et la phase de ces harmoniques, à la largeur temporelle des impulsions. En 2001, son équipe a ainsi publié l'observation d'un train d'impulsions de 250 as.
Les deux percées expérimentales bien distinctes d'Anne L'Huillier et de Pierre Agostini, puis les travaux de  Ferenc Krausz et ceux complémentaires d'Anne L'Huillier ont ainsi ouvert la voie à la physique de l'attoseconde, permettant les études aujourd'hui ultimes de la dynamique des électrons.

## Récompenses et distinctions
- Prix Nobel de physique (2023)
- Fellow of the Optical Society (2008)
- William F. Meggers Award (2007)
- Prix Gay-Lussac Humboldt (2003)
- Prix Gustave-Ribaud (1995)

## Décoration
- Commandeur de la Légion d'honneur (31 décembre 2023)[12].